# Partia Demokratike e Shqipërisë
Die Partia Demokratike e Shqipërisë, albanisch für Demokratische Partei Albaniens (Akronym PDSh, oder kurz auch Partia Demokratike – Akronym PD genannt), ist eine der zwei großen Parteien, die das politische Bild in Albanien prägen. Parteivorsitzender ist nach dem Rücktritt von Lulzim Basha vorläufig Enkelejd Alibeaj.

## Ideologie und politisches Spektrum
Die PD entstand als antikommunistische Sammlungsbewegung während des Sturzes des stalinistischen Regimes an der Universität in Tirana. Sie war die erste Partei, die nach Zulassung anderer Parteien im bisherigen Einparteienstaat gegründet wurde, und orientierte sich als Gegenpol zu den Sozialisten in der „rechten Mitte“ und suchte Anlehnung bei den konservativen und christdemokratischen Parteien Europas.
Die Partia Demokratike ist assoziiert mit der Europäischen Volkspartei.

## Struktur

### Organe
Die Organe der Demokratischen Partei sind das Parteipräsidium als Verwaltungsorgan, das Sekretariats und die Departements als strategisches Organ, der Parteitag von Grundsatzbeschlüssen und der Nationalrat zur Leitung der Aktivitäten der Partei und zur Wahl des Sekretariats.

#### Parteitag
Der Parteitag bestimmt die Grundlinien der PD-Politik, verabschiedet das Parteiprogramm und beschließt über das Statut und wählt den Nationalrat.

#### Parteipräsidium
Das Präsidium besteht aus einem Präsidenten, zwei Vizepräsidenten, einem Generalsekretär, sechs Sekretären, 22 Departementsvorstehern, 10 Vorsitzern der Fraktion, einem Vorsitzenden der Jugendforen und einer Sprecherin. Der Präsident wird von den Mitgliedern der Partei gewählt. Der Parteipräsident ist Lulzim Basha.

#### Sekretariat
Das Sekretariat besteht aus einem Generalsekretären und sechs Sekretären. Das Sekretariat wird vom Nationalrat gewählt.

#### Departements
Die 22 Departements werden vom Nationalrat gewählt.

#### Nationalrat
Der Nationalrat besteht aus 150 Mitgliedern. Sie werden vom Parteitag gewählt.

### Parteifinanzen
Die Gesamteinnahmen der PD betrugen im Jahr 2016 57,179.867 Lek. Die PD finanzierte sich nach eigenen Angaben ausschließlich durch staatliche Mittel.
| Einnahmen der PD im Jahr 2016                           | ALL          | Anteil |
| ------------------------------------------------------- | ------------ | ------ |
| Staatliche Mittel                                       | 57.179.867   | 100 %  |
| Mitgliedsbeiträge                                       | 0            | 0 %    |
| Sponsor                                                 | 0            | 0 %    |
| Mandatsträgerbeiträge und ähnliche regelmäßige Beiträge | 0            | 0 %    |
| Sonstige Einnahmen                                      | 0            | 0 %    |
| Summe                                                   | ≈ 57.179.867 | 100 %  |

## Geschichte

### Gründung
Die Partei wurde am 12. Dezember 1990 von einer Gruppe von Studenten und Intellektuellen gegründet, der unter anderen Azem Hajdari, Sali Berisha, Gramoz Pashko, Arben Imami, Aleksandër Meksi und Eduard Selami angehörten. Ziel war es, für Menschenrechte, politischen Pluralismus, Religionsfreiheit, Meinungsfreiheit und für ein besseres Albanien und eine Orientierung nach Westen und Europa zu kämpfen. Es war die erste Oppositionspartei nach Zulassung des politischen Pluralismus in Albanien. Als Vorsitzender des Initiativkomitees der Demokratischen Partei wurde Azem Hajdari gewählt, später Sali Berisha.
Zum ersten Mal nahm die Partei im März 1991 an den Parlamentswahlen teil. Sie erreichte 75 von 250 Sitzen. Da die Zeit vor der Wahl knapp bemessen war, fehlte die Zeit, sich zu organisieren und die Partei breiten Bevölkerungsschichten bekannt zu machen, sodass sie vorerst in der Opposition verblieb.

### Regierungspartei nach dem Ende der kommunistischen Diktatur
In den Parlamentswahlen vom 22. März 1992 gewann die Partia Demokratike die absolute Mehrheit der Sitze im Parlament. Sie stellte bis 1997 mit Sali Berisha den Präsidenten und mit Aleksandër Meksi den Ministerpräsidenten. Während dieser Zeit führte die Regierung eine Reihe von Reformen durch, um das Land zu liberalisieren, um eine freie Marktwirtschaft aufzubauen, die Rechtsstaatlichkeit zu gewährleisten und ein demokratisches Wahlsystem zu konsolidieren. In ihrer Öffnung an die Außenwelt schloss sie Hunderte von Kooperationsverträgen mit den europäischen und weiteren Ländern. Im Jahr 1993 unterzeichnete Albanien den Vertrag Partnerschaft für den Frieden und 1995 trat sie dem Europarat bei.
Die Partia Demokratike gewann die Parlamentswahlen vom 26. Mai 1996 mit einer absoluten Mehrheit. Doch die Sozialisten warfen Berisha vor, die Wahlen massiv zugunsten seiner Partei gefälscht zu haben und so den Sieg errungen zu haben. Im Zusammenhang mit dem sogenannten Lotterieaufstand kam es 1997 zu massiven Unruhen, die zum Sturz der Regierung und zu Neuwahlen führten. An der Regierung der nationalen Versöhnung, einer Übergangsregierung, waren die Demokraten noch beteiligt. In den Parlamentswahlen im Juni 1997 unterlag die PD und musste in die Opposition.

### Opposition und Regierungsverantwortung nach dem Lotterieaufstand
Im Jahr 1998 kam es wieder zu Protesten, nachdem Azem Hajdari am 12. September erschossen worden war. Die PD beschuldigte die Sozialisten und ihre Führungskräfte des Anschlags und forderte die Bestrafung aller Schuldigen. Im Februar 2002 wurden fünf Personen, darunter einer der Attentäter, von einem Gericht in Tirana wegen Mordes zu langjährigen Haftstrafen verurteilt.

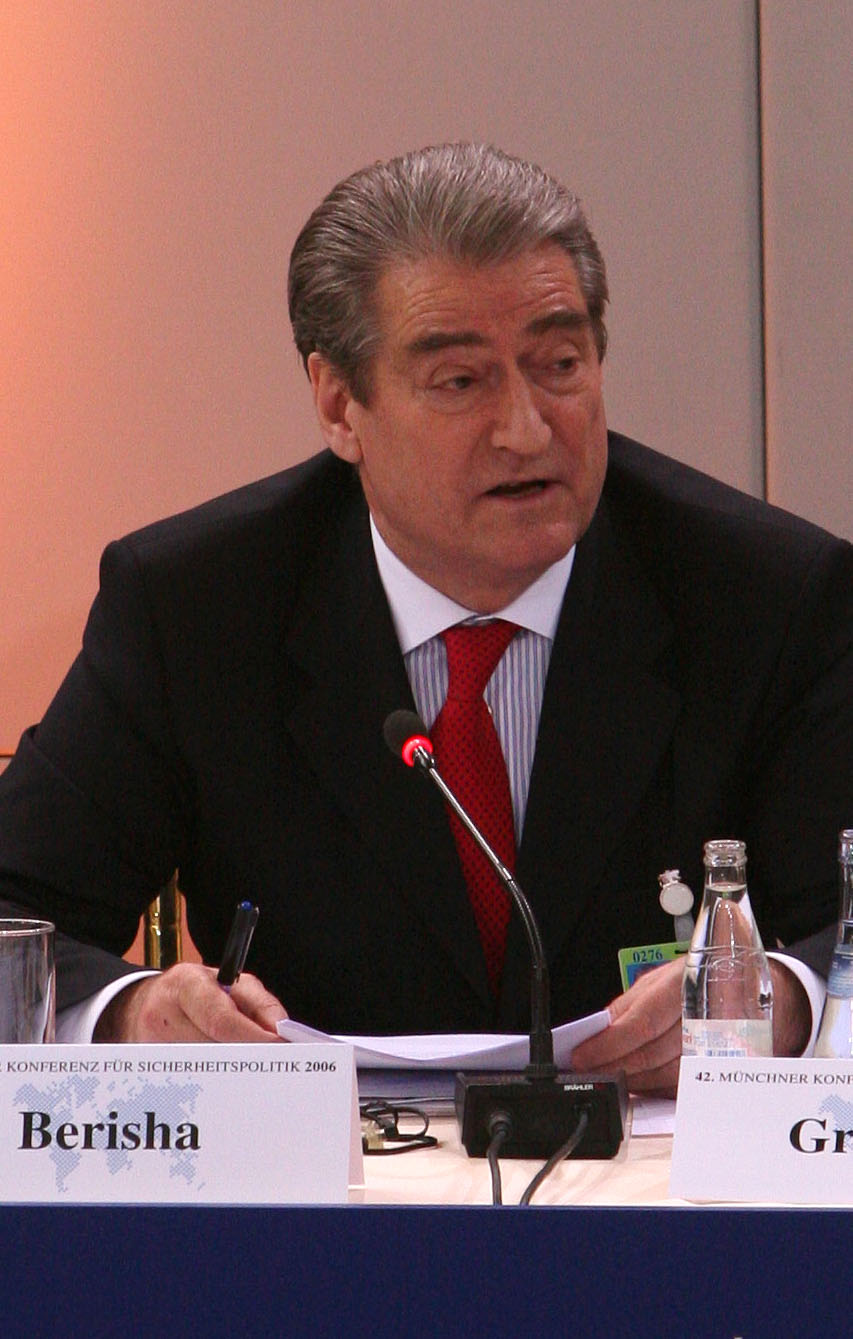
Sali Berisha (2006)

Die Partei verlor auch die Parlamentswahlen von 2001. Die Parlamentswahlen vom Juli 2005 gewann die PD mit der Koalition der Republikaner und kleinere Parteien. Sie stellte mit Sali Berisha von 2005 bis 2013 den Ministerpräsidenten. Innerparteiliche Auseinandersetzungen führten dazu, dass sich Mitglieder der PD trennten und eigene Parteien gründeten. Dazu zählt die neu gegründete Partia Demokratike e Re (alb. für „Neue Demokratische Partei“), die bei den Parlamentswahlen im Juli 2005 vier Mandate erringen konnte, jedoch seit 2009 nicht mehr im Parlament vertreten ist. Die Regierung der Demokratischen Partei und ihrer Verbündeten verhaftete gesuchte Verbrecher und initiierte eine Serie von wirtschaftlichen Reformen wie die Bestimmung der Abgeltungssteuer von 10 % für alle Personen und Unternehmen.
Am 28. Juni 2009 gewann die PD erneut die Wahlen. Die Regierung wurde in Koalition unter anderem mit der sozialdemokratischen LSI gegründet, eine vom früheren sozialistischen Ministerpräsidenten Ilir Meta geführten Splitterpartei. Während der Regierung der Demokratischen Partei und ihrer Verbündeten wurden mehr als 10.000 Kilometer Straße gebaut, die mehr als 900 Dörfer in 169 Gemeinden und Gemeinden mit dem Nationalstraßennetz verbinden. Größtes Straßenbauprojekt in der Geschichte Albaniens war die Autobahn Durrës–Kukës, auch als „Straße der Nation“ bezeichnet, die die erste schnelle Verbindung von den Zentren an der Küste durch die Berge im Nordosten bis nach Kosovo darstellt. Die Regierung der Demokratischen Partei erreichte zum ersten Mal in der Geschichte Albaniens ununterbrochen die Versorgung mit Strom für albanische Bürger zu sichern.
Die Regierung der Demokratischen Partei konnte die Bedingungen für die NATO-Mitgliedschaft Albaniens erreichen und Albanien wurde am 2. April 2009 Mitglied. Das Land konnte auch alle Bedingungen und Kriterien der Europäischen Union für die Liberalisierung des Visa-Regimes erfüllen. Nach der Genehmigung dieses Beschlusses durch das Europäische Parlament am 15. Dezember 2010 trat dieses in Kraft.
2012 trennte sich nach Ende seiner Amtszeit als Staatspräsident Bamir Topi mit einigen anderen Parteikollegen von der PD und gründeten als Opposition den Neuen Demokratischen Wind (alb. Fryma e Re Demokratike). Bei der Parlamentswahl 2013 scheiterte jedoch seine Partei an der Fünfprozenthürde.

### Opposition seit 2013
| Jahr | Anzahl Abgeordnete | Sitze des Parlaments | Anteil PD |
| ---- | ------------------ | -------------------- | --------- |
| 1991 | 75                 | 250                  | 30 %      |
| 1992 | 92                 | 140                  | 65 %      |
| 1996 | 122                | 140                  | 87 %      |
| 1997 | 29                 | 155                  | 19 %      |
| 2001 | 32                 | 140                  | 23 %      |
| 2005 | 56                 | 140                  | 40 %      |
| 2009 | 68                 | 140                  | 49 %      |
| 2013 | 50                 | 140                  | 36 %      |
| 2017 | 43                 | 140                  | 31 %      |
| 2021 | 50                 | 140                  | 33 %      |

2013 verlor die Partia Demokratike als Teil der Allianz für Wohlstand, Beschäftigung und Integration in den Parlamentswahlen 2013 die Mehrheit und ist somit neu in der Opposition. Nach der Wahlschlappe trat die langjährige Führungspersönlichkeit Sali Berisha vom Amt als Ministerpräsident sowie als Parteivorsitzender der PD zurück. Dies war insofern ein Novum, als Berisha und seine Regierung erstmals in Albanien einen friedlichen Regierungswechsel durchführten ohne Boykotte, Proteste oder sogar Tote. Zum neuen Parteivorsitzenden wurde Lulzim Basha gewählt.
2014 verdächtigten die Demokraten die Regierung, dass dieser Bescheid von illegalen Drogentransporten durch ein kleines Flugzeug, welches die Militärinfrastruktur verwendete, wussten. Im Mai wurde ein kleines Flugzeug mit Marihuana in Divjaka gefunden. Aus diesem Grund hatte die PD Proteste ausgerufen, welches sie Edi Rama verlangten zurückzutreten. Auch die Aktion von Lazarat hatte die Opposition Bedenken gehabt. Die Gewalt im Parlament gegen Gent Strazimiri brachte die Demokraten zum Parlamentsboykott.
2015 setzte sich die PD für ein Gesetz der Entkriminalisierung ein. Infolge eines Skandals, nachdem der Sozialist Tom Doshi ein Video veröffentlicht hatte, welches eine Verbindung von Ilir Meta mit einem Attentäter aufzeigen sollte, forderten die PD den Rücktritt von Ilir Meta. Diese Situation verlief zu Protestaktionen. Weiter ging der Skandal mit dem Sozialisten Mark Frroku, welcher auch er in diesem Fall impliziert war, in Belgien wurde er ergänzend als Mörder angeklagt. Aufgrund dieser Skandale machte die Demokraten der Regierung Druck, das Gesetz der Entkriminalisierung anzunehmen, um solche Skandale zu verhindern und um die Justizreform zusätzlich zu unterstützen. Zudem waren die Demokraten bereit, eine neue Justizreform zu akzeptieren, welches den Empfehlungen der Venedig-Kommission entsprach. Die PD verlor trotzdem die Lokalwahlen 2015. Diese akzeptierte zuerst das Resultat, bis die internationalen Wahlbeobachter Stimmenkauf in den Wahlen festgestellt hatten. Die Demokraten forderten weiterhin aufgrund mehrerer Skandale den Rücktritt von Ilir Meta, Saimir Tahiri und Ilir Beqaj. Sie gingen in den Protesten.
2016 hielten die Demokraten ihre Position in der Justizreform gegen eine Abhängigkeit der Justiz mit der Regierung sowie internationale Institutionen und für eine zwingende Einhaltung der 3/5-Mehrheit und 2/3-Mehrheit Wahl der betreffenden Institutionen im Parlament fest. Dies führte mit der Regierung zu monatelangen harte Streitereien. Dennoch erzielte die PD durch internationale Vermittlung mit der Regierung einen Kompromiss um die von der Venedig-Kommission empfohlenen Justizreform. Diese Reform sollte ein wichtiger Beitrag im Kampf gegen Korruption und organisiertes Verbrechen sein.
Aus internationalen Berichten wurde ein Anstieg des Marihuanas in Albanien festgestellt. Die PD schloss eine Verbindung der Regierung mit der Mafia nicht aus, deshalb sie den Rücktritt von Edi Rama und Saimir Tahiri forderten.

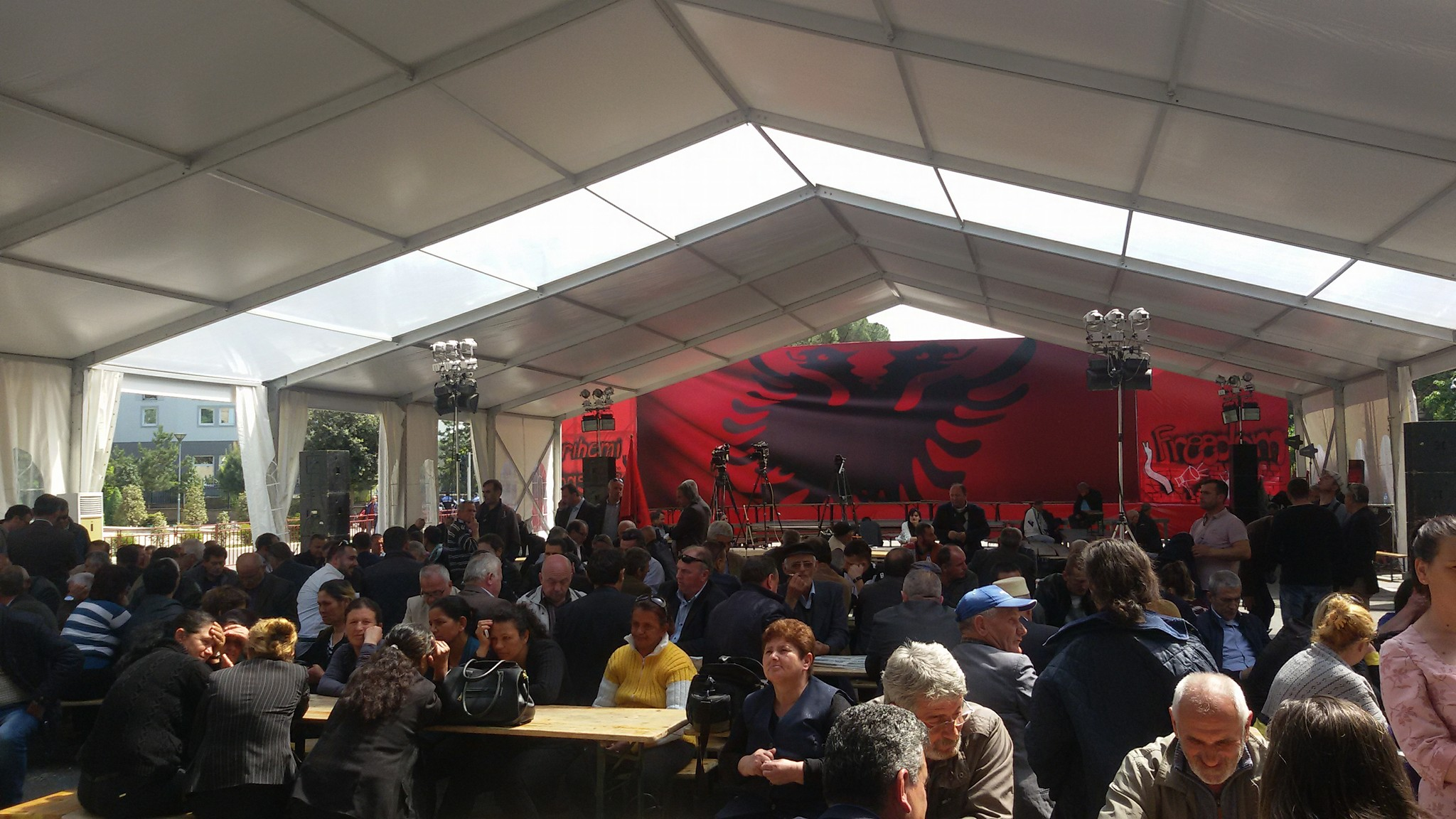
Protestzelt der Opposition 2017 in Tirana

2017 protestierte die Partia Demokratike 90 Tage lang, boykottierte das Parlament und ernannte keine Kandidaten für die Parlamentswahlen. Sie warf der Regierung vor, in die organisierte Kriminalität verwickelt zu sein und keine freien und fairen Wahlen zu garantieren. Es gab Befürchtungen, die chaotischen Wählerverzeichnisse könnten zu massivem Wahlbetrug führen. Sie forderte eine technische Regierung, während die Regierung Vorwürfe erhob, dass die Justizreform von der PD verhindert werde. Die politische Krise konnte durch einen Kompromissvorschlag der EU und der USA, der im Kern vom deutschen Europapolitiker David McAllister vorgeschlagene Punkte beinhaltet, beendet werden. Demnach sollen das Amt eines stellvertretenden Regierungschefs sowie vier Ministerposten und der Vorsitz in der staatlichen Wahlkommission durch parteilose Personen besetzt werden, die von der Opposition vorgeschlagen werden. Auch sollen die Wähler anhand ihrer biometrischen Daten ihre Identität im Wahllokal bestätigen. Die PD verlor die Parlamentswahlen 2017. Auch in diesen Wahlen wurde Stimmenkauf festgestellt. Lulzim Basha veränderte seine Ansicht nicht, die er vor den Wahlen hatte. Mit seiner Position konnte er ein weiteres Mandat als Parteivorsitzender behaupten. Die PD forderte durch die neuen Ereignisse, dass Saimir Tahiri zurücktreten musste und verhaftet werden musste. In den Ereignissen wurde ein Drogenhändler festgenommen, der verwandt war mit Saimir Tahiri. Tahiri hatte zusätzlich sein Fahrzeug an seinen Verwandten verkauft, welches auch für den Transport der Drogen verwendet wurden. Im Dezember hatte die PD gegen die Wahl der provisorischen Generalstaatsanwältin protestiert, weil diese verfassungswidrig sei. Für die PD war sicher, dass die Wahlen durch Drogenhandel gekauft wurden, welches die PS in den Sieg brachte.
2018 unterstützte die PD die zivilen Proteste für den Schutz des Nationaltheaters, für die berechtigten Schadenersätze der Umfahrungsstraße Tiranas für alle betroffenen Gebäuden und die Studentenproteste gegen die hohen Tarife. Die PD warf der Regierung Korruption im Projekt der Umfahrungsstraße Tiranas vor. Die Demokraten beschuldigten die Regierung, dass das Verfassungsgericht durch die Manipulation des Prozesses der Justizreform außer Kraft gesetzt worden ist, welches momentan nur aus vakanten Richtern besteht. Die Oppositionsparteien boykottierten auch die Kommunalwahlen 2019, worauf sie in – fast allen – Gemeinden das Bürgermeisteramt abgeben mussten.
Die Parlamentswahlen 2021 gingen trotz einer großen Koalition fast aller Oppositionsparteien unter Führung der PD erneut deutlich verloren.

### Streit um Ausschluss Berishas aus der Parlamentsfraktion
2021 wurden Parteigründer Sali Berisha und Familienangehörige von den USA mit einer Einreisesperre belegt. Washington wirft ihnen vor, sich früher der Korruption schuldig gemacht zu haben. Berisha wurde in der Folge – auf Druck der amerikanischen Botschaft – von der Parteileitung um Lulzim Basha aus der Fraktion der Demokratischen Partei Albaniens ausgeschlossen. Es entbrannte ein Streit um die Führerschaft in der PD. Im Dezember 2021 rief Berisha eine Parteiversammlung ein, bei der Parteipräsident Lulzim Basha und die Parteiführung der Demokratischen Partei abberufen wurden. Die Parteiführung der PD erachtete die Versammlung als unrechtmäßig. Nachdem Anfang Januar 2022 Anhänger von Berisha in dessen Gegenwart versucht hatten, die Parteizentrale in Tirana zu stürmen, hat die Parteileitung Berisha aus der von ihm gegründeten Partei ausgeschlossen. Es droht die Spaltung der Partei, während beide Lager versuchen, möglichst viele Parteianhänger hinter sich zu vereinen.
Bei Nachwahlen für das Bürgermeisteramt im in sechs Bashkie im März 2022 traten die Vertreter der „Berisha-Loyalen“  unter dem Namen Shtëpia e Lirisë (Haus der Freiheit) an. In allen Gemeinden erzielten die Kandidaten der Shtëpia e Lirisë etwa gleich viele oder deutlich mehr Stimmen als die offiziellen PD-Vertreter. In der Folge trat Lulzim Basha am 21. März zurück, um der Partei eine Chance zu geben, die Spaltung zu überwinden.

## Personen

### Parteipräsidenten

Azem Hajdari 1990 bis 1991
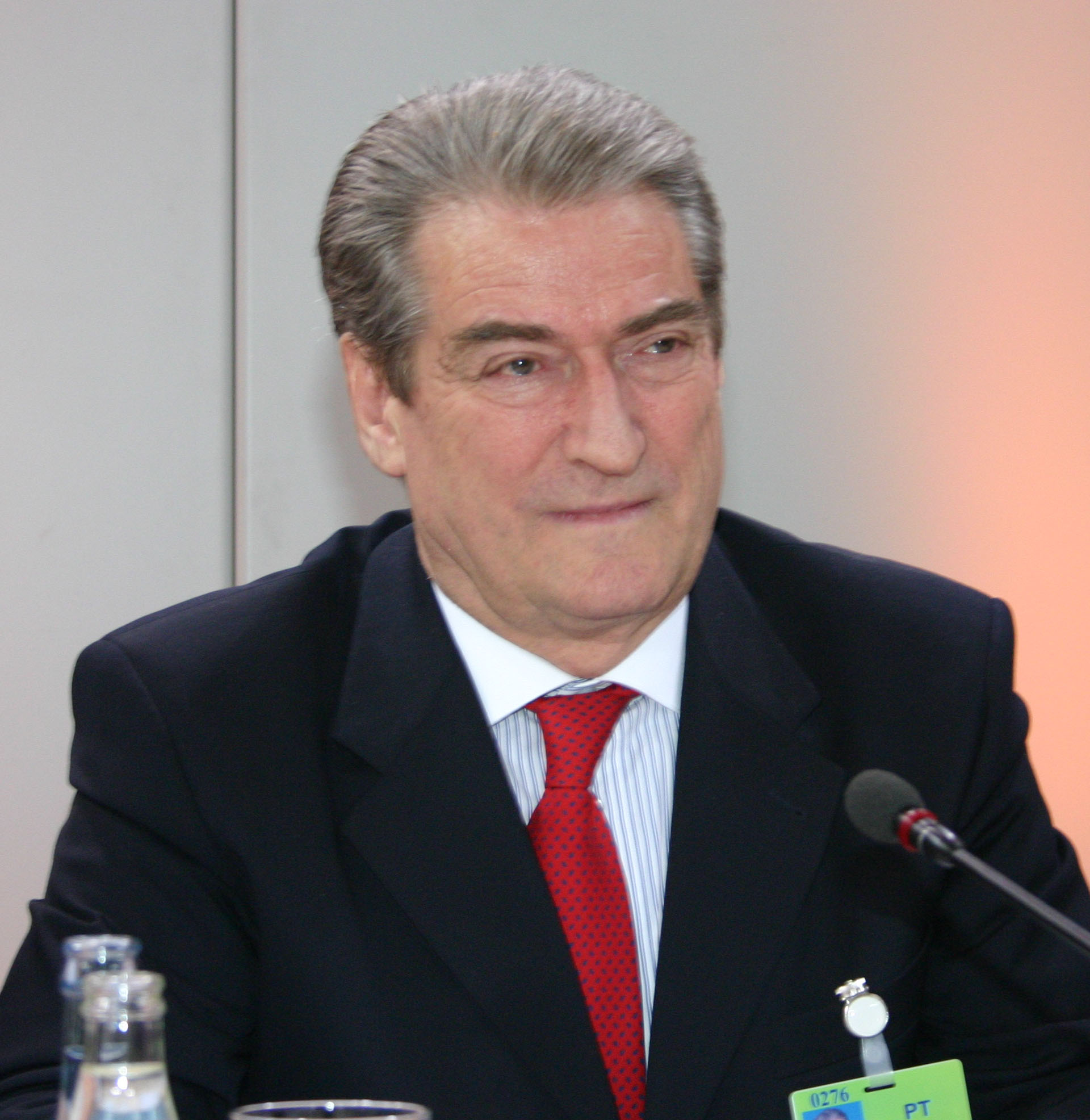
Sali Berisha 1991 bis 1992
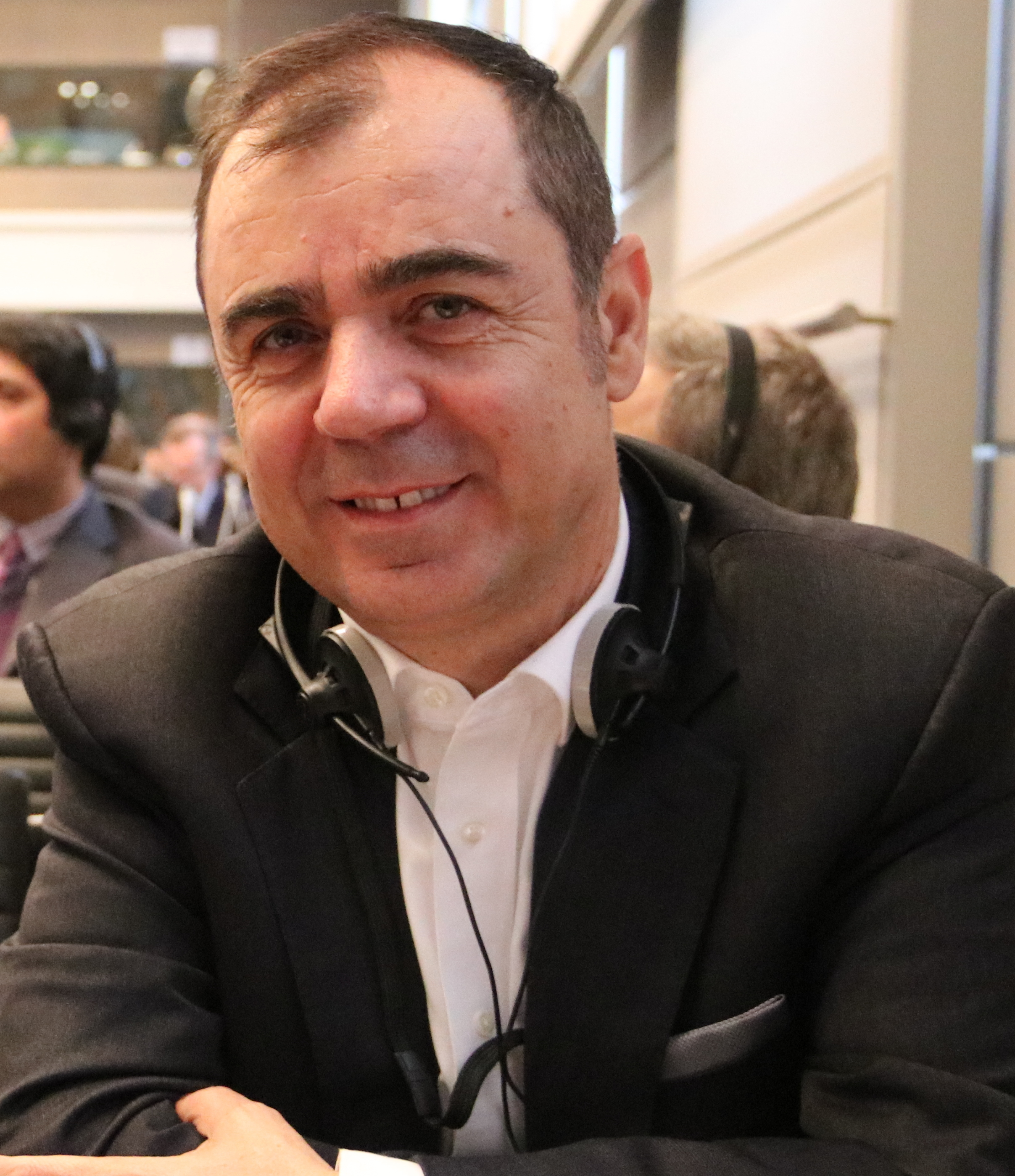
Eduard Selami 1992 bis 1995
Tritan Shehu 1995 bis 1997
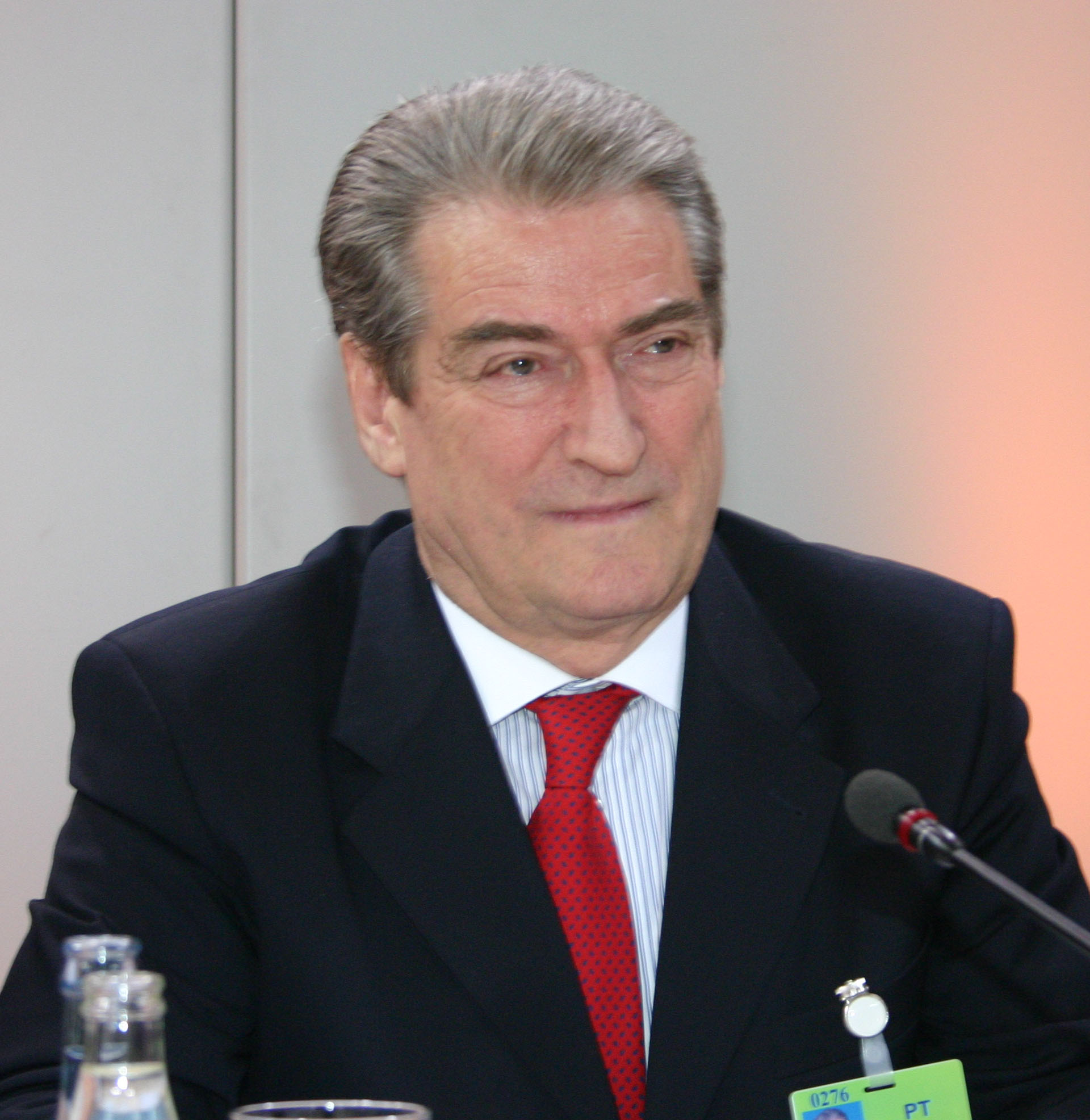
Sali Berisha 1997 bis 2013
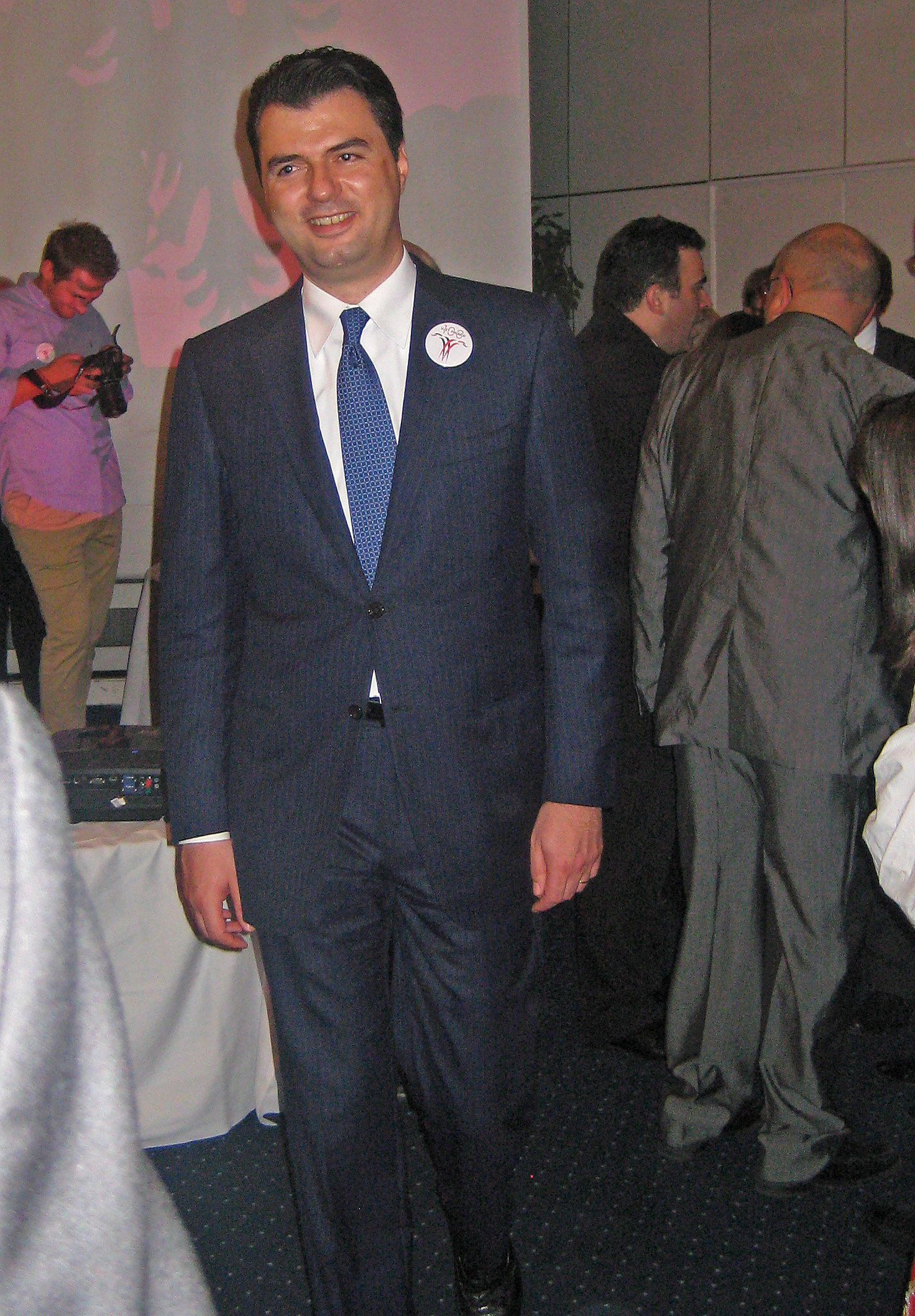
Lulzim Basha 2013 bis 2022
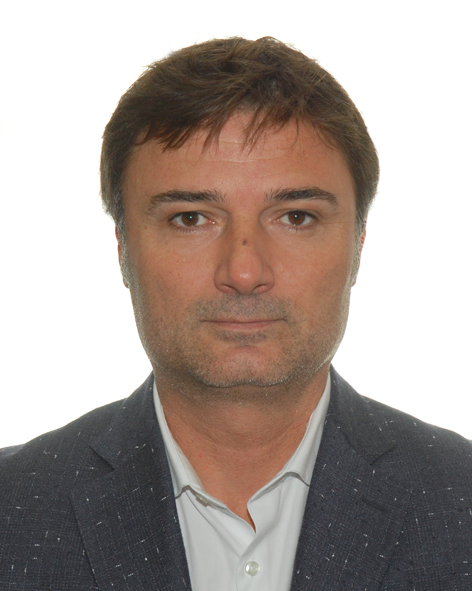
Enkelejd Alibeaj 2022 a. i.

### Staatspräsidenten mit Parteimitgliedschaft in der PD
Der nachfolgende Politiker waren als Staatspräsidenten respektive bis zu ihrer Wahl Mitglied der PD.

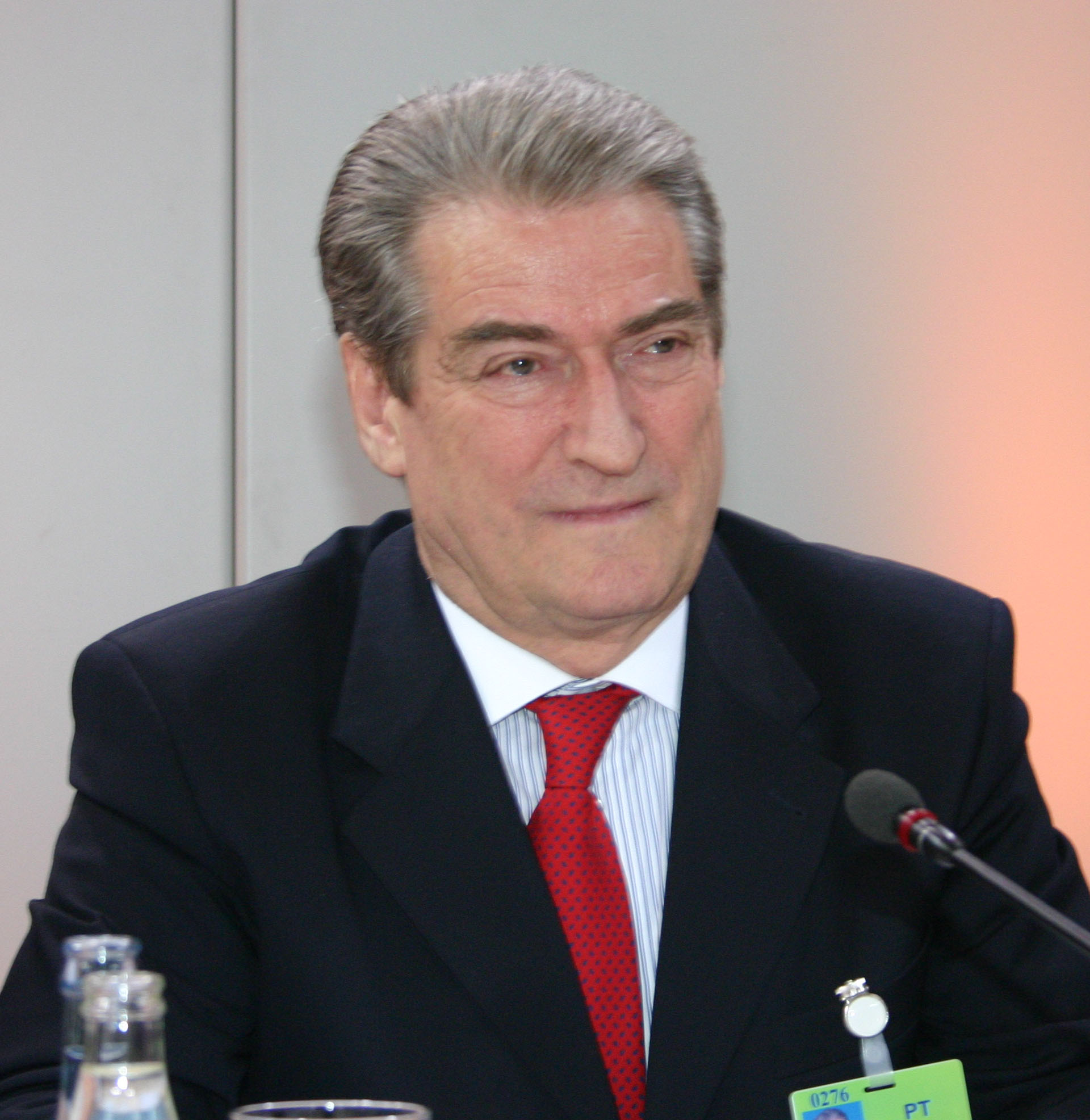
Sali Berisha 9. April 1992 bis 24. Juli 1997
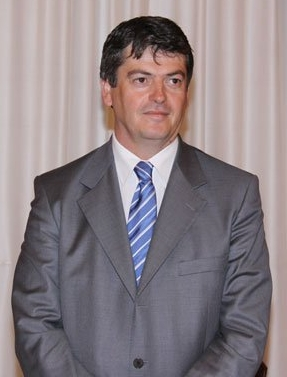
Bamir Topi 24. Juli 2007 bis 24. Juli 2012
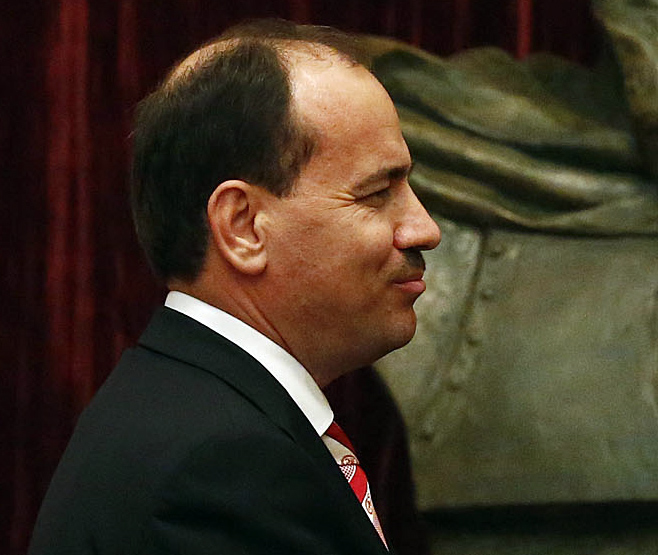
Bujar Nishani 24. Juli 2012 bis 24. Juli 2017

### Ministerpräsidenten mit Parteimitgliedschaft in der PD
Der nachfolgende Politiker waren als Ministerpräsidenten Mitglied der PD.

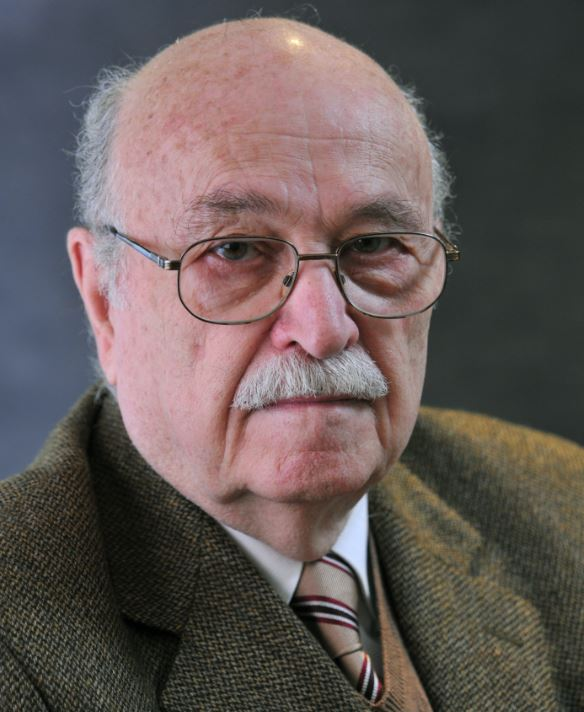
Aleksandër Meksi 13. April 1992 bis 11. März 1997
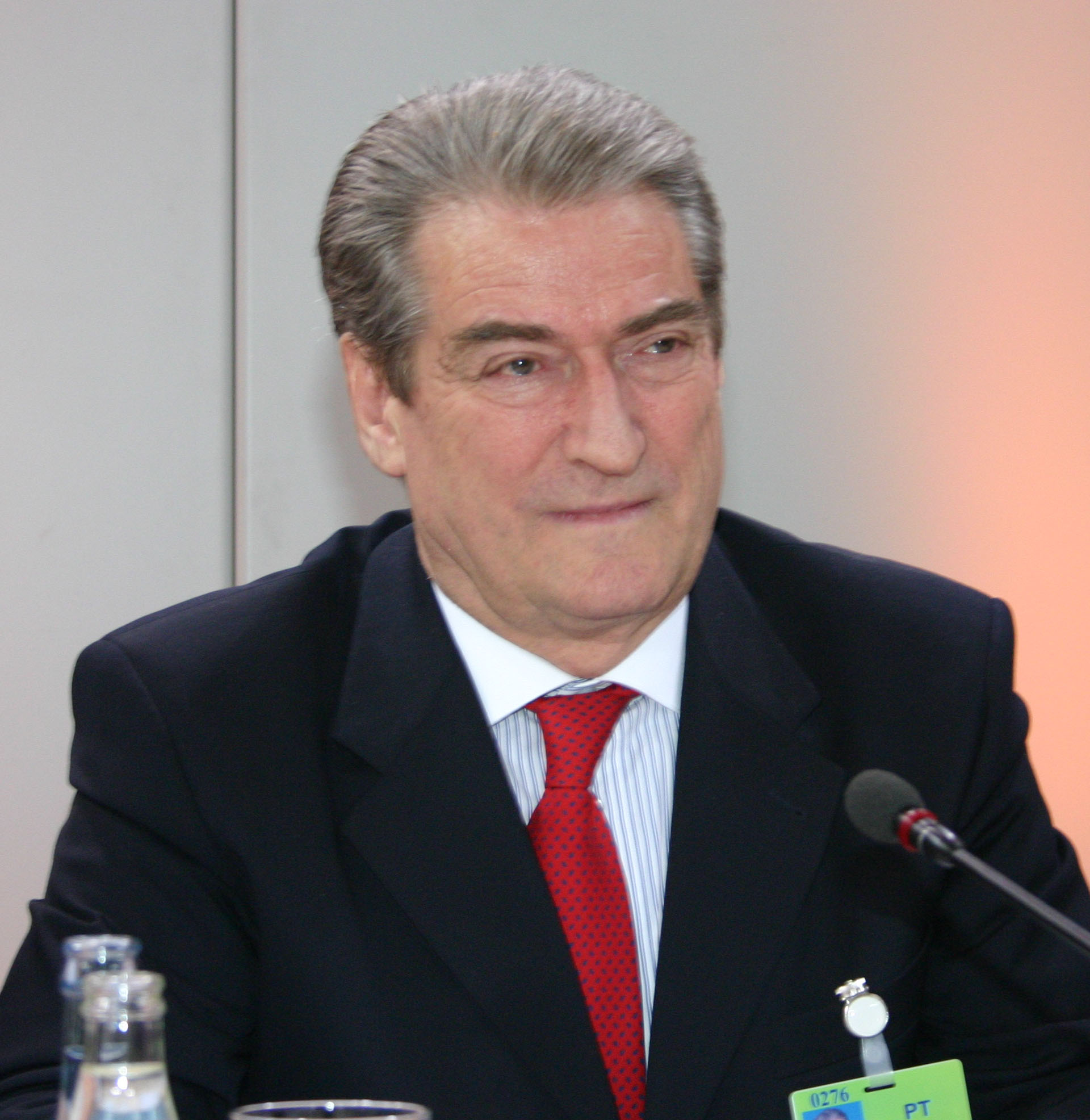
Sali Berisha 11. September 2005 bis 9. September 2013